# Tarjeta de visita

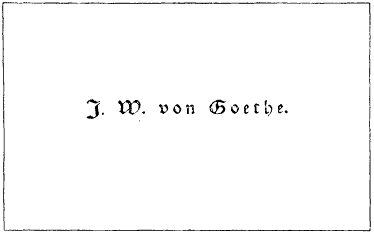
Tarjeta de visita de Goethe

Las tarjetas de visita o tarjetas de presentación recogen los principales datos de contacto de una persona y se suelen entregar en la primera entrevista o como forma de identificación junto a un regalo, pésame o felicitación. Las informaciones más habituales de una tarjeta son:
- Nombre y apellidos de la persona, en el centro
- Su cargo o título bajo el anterior y en menor formato
- Dirección, teléfono, correo electrónico en la parte inferior
- Logotipo y nombre de la compañía en la parte superior si es una tarjeta profesional

Muchos profesionales recurren a este producto de márketing porque, además de obtener notoriedad, podrán divulgar su marca, y en simultáneo, facilitan sus contactos. De esta forma, los clientes y los potenciales clientes consiguen contactar fácilmente con la empresa para adquirir sus productos y servicios.
Las tarjetas de visita son de tal modo importante que, a pesar del progreso tecnológico, continúan a ser utilizados por innumerables empresas. Este hecho puede explicarse por el impacto que este material gráfico tiene en el momento de cerrar negocios.
La semejanza de lo que sucede con otros productos impresos, también ocurre con las tarjetas de visita a un coste realmente reducido. Así, las empresas pueden disfrutar de las ventas de estos productos gráficos sin que esto tenga un elevado impacto en sus presupuestos.

## Historia

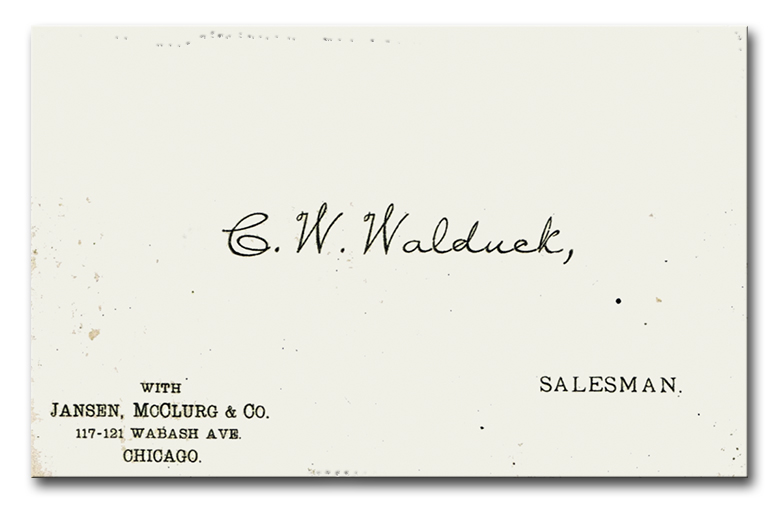
Tarjeta de visita del año 1800 (aprox.)

Las tarjetas de visita aparecieron primero en China en el siglo XV, y en Europa en el siglo XVII. Los lacayos de aristócratas y de la realeza entregaban estas primeras tarjetas de visita europeas a los criados de sus anfitriones anticipando solemnemente la llegada de sus dueños.
Las tarjetas de visita se convirtieron en una herramienta imprescindible de etiqueta, con reglas sofisticadas gobernando su uso. La convención esencial era que una persona no esperaba ver a otra persona en su propia casa (a menos que estuviera invitado o fuera presentado) sin dejar primero su tarjeta de visita en su hogar. Tras dejar la tarjeta, no esperaban ser admitidos al principio, sino que puede ser que recibieran una tarjeta en su propio hogar a modo de respuesta. Esto serviría como señal de que una visita y una reunión personales en el país no serían incómodas. Por otra parte, si no se recibía tarjeta de vuelta en breve plazo o si se recibía una tarjeta en un sobre significaba que una visita personal era desalentada. Como adopción de la etiqueta francesa e inglesa, las tarjetas que visitaban llegaron a ser comunes entre la aristocracia de América y de Europa. El procedimiento entero dependía de la existencia de criados para abrir la puerta y recibir las tarjetas, por lo que fue confinada a las clases sociales altas que empleaban criados.
Algunos refinados ornamentos grabados se incluían en las tarjetas de visita así como fantásticos escudos. Sin embargo, la tarjeta de visita de formato estándar en el siglo XIX en el Reino Unido era una tarjeta llana sin nada más que el nombre del portador en ella. El nombre de un club de caballeros podía agregarse a veces, pero no se incluía la dirección.
La tarjeta de visita ya no es la característica universal de la clase media superior y de la vida de la clase alta que fue una vez en Europa y Norteamérica. Ahora, es mucho más común entre todas las capas sociales, en la cual los detalles del contacto, incluyendo la dirección y el número de teléfono, son esenciales. Esto ha conducido a la inclusión de tales detalles incluso en las tarjetas de visita domésticas, una práctica recogida por los libros modernos de la etiqueta.

## Materiales
Tradicionalmente, las tarjetas se imprimían en cartulina. Actualmente podemos encontrar tarjetas de visita fabricadas con gran variedad de materiales.
Entre los más utilizados se encuentran el PVC para base blanca y plásticos acrílicos para bases traslúcidas o transparentes. Además, también se realizan tarjetas tanto en impresión como en grabado a láser en aluminio, acero, cobre y otras aleaciones de metales. Y por otro lado, se encuentra el uso de madera como soporte para tarjetas de visita.

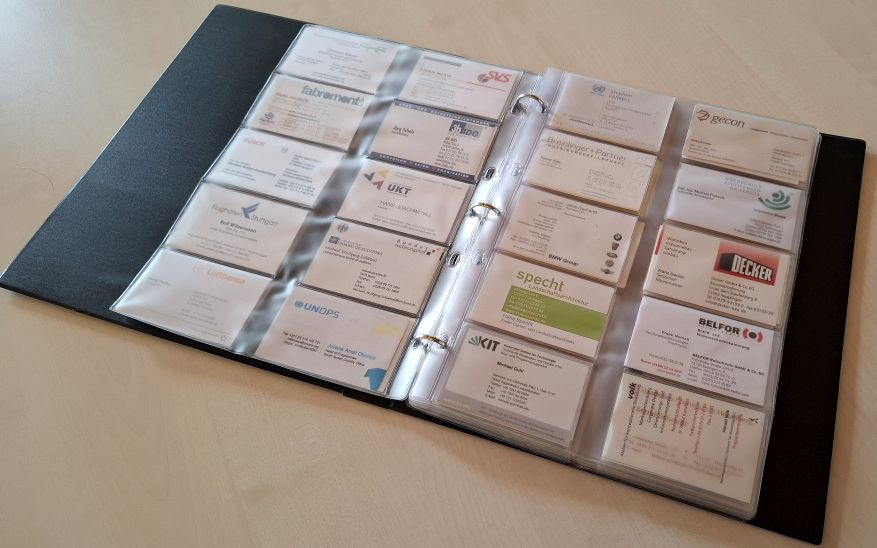
Coleccíon en forma de libro para la oficina

### Retratos fotográficos

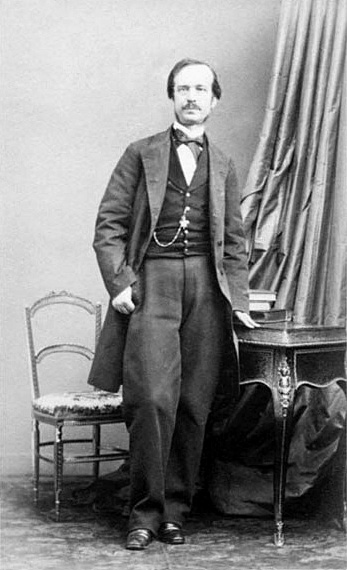
Retrato fotográfico en tarjeta de visita, del estudio de Disdéri.

Una variante especial de las tarjetas de visita se desarrolló durante el siglo XIX: la "carte de visite" patentada por Disdéri en 1854. Consistía en una serie de pequeñas fotografías, inicialmente de 6x9 cm, realizadas con varias poses de la persona retratada. En el momento de su introducción fueron muy exitosas especialmente entre los sectores menos pudientes de la burguesía en ascenso, en tanto que los retratos fotográficos aún eran restrictivos para este grupo, por su alto costo.
Las tarjetas de visita de Disdéri eran mucho más económicas que los retratos fotográficos anteriores (como el daguerrotipo o el ambrotipo), y el estudio entregaba 8 copias. Estaban realizadas usando negativos de vidrio al colodión húmedo para la toma, y se copiaban o positivaban en papel con el procedimiento a la albúmina. 
Las tarjetas de visita de personajes famosos se hicieron muy populares.